# Список епізодів телесеріалу «Фатальний патруль»
«Фатальний патруль» (англ. Doom Patrol) — американський вебсеріал, заснований на коміксах видавництва DC Comics про однойменну команду супергероїв-невдах. Прем'єра пілотного епізоду відбулася 15 лютого 2019 року на стримінговому сервісі DC Universe. Вже вийшло два сезони, до показу на HBO Max готується третій.
Серіал розповідає про команду людей з надздібностями, яких приютив науковець Найлс Колдер (грає Тімоті Далтон), аби ті не зіткнулися із жорстоким суспільством. Одного разу Колдер зникає і персонажі вимушені стати героями, щоб врятувати людство від жахливої сутності Пана Ніхто (грає Алан Тьюдік), здатного маніпулювати свідомостями як героїв, так і глядачів. Рита Фарр (грає Ейпріл Боулбі), Кліфф Стіл (грає Брендан Фрейзер), Божевільна Джейн (грає Дайєн Ґерреро), Ларрі Трейнор (грає Метт Бомер) та Віктор Стоун (грає Джойван Вейд) намагаються не тільки зупинити численні чудернацькі кінці світу, а й розібратися з трагічними сторінками свого минулого.

## Огляд сезонів
| Сезон | Епізоди | Епізоди | Оригінальний показ | Оригінальний показ | Оригінальний показ    |
| Сезон | Епізоди | Епізоди | Перший показ       | Останній показ     | Мережа                |
| ----- | ------- | ------- | ------------------ | ------------------ | --------------------- |
| 1     | 15      | 15      | 15 лютого 2019     | 24 травня 2019     | DC Universe           |
| 2     | 9       | 9       | 25 червня 2020     | 8 серпня 2020      | DC Universe / HBO Max |
| 3     | 10      | 10      | 23 вересня 2021    | 11 листопада 2021  | HBO Max               |
| 4     | 12      | 12      | 8 грудня 2022      | TBA                | HBO Max               |

## Перший сезон (2019)
| Номер взагалі | Номер у сезоні | Назва                                             | Режисер                 | Сценарист                                             | Дата показу     |
| --- | -------------- | ------------------------------------------------- | ----------------------- | ----------------------------------------------------- | --------------- |
| 1 | 1              | «Пілот» «Pilot»                                   | Ґлен Вінтер             | Джеремі Карвер                                        | 15 лютого 2019  |
| Після серйозної аварії Кліфф Стіл прокидається інакшою людиною в будинку доктора Найлса Колдера і його Фатального патруля.                                 |                |                                                   |                         |                                                       |                 |
| 2 | 2              | «Ослячий патруль» «Donkey Patrol»                 | Дермот Доунс            | Ніл Рейнольдс та Шошана Сачі                          | 22 лютого 2019  |
| Шеф зник і єдина підказка, яку команда має щодо його місцезнаходження — це звичайний віслюк.                                                               |                |                                                   |                         |                                                       |                 |
| 3 | 3              | «Маріонетковий патруль» «Puppet Patrol»           | Рейчел Талалай          | Тамара Бечер та Том Фаррелл                           | 1 березня 2019  |
| Фатальний патруль відправляється до Параґваю, де вони виявляють нацистського лікаря, який створив Пана Ніхто, а також зв'язок між Шефом і двома лиходіями. |                |                                                   |                         |                                                       |                 |
| 4 | 4              | «Культовий патруль» «Cult Patrol»                 | Стефан Плещинський      | Маркус Далзін та Кріс Дінджесс                        | 8 березня 2019  |
| Вілловбі Кіплінг викликає Фатальний патруль допомогти йому уникнути кінця світу, зупинивши нігілістичний культ.                                            |                |                                                   |                         |                                                       |                 |
| 5 | 5              | «Собачий патруль» «Paw Patrol»                    | Ларрі Тенґ              | Шошана Саті                                           | 15 березня 2019 |
| 6 | 6              | «Фатальнопатрульний патруль» «Doom Patrol Patrol» | Крістофер Менлі         | Тамара Бечер-Вілкінсон                                | 22 березня 2019 |
| 7 | 7              | «Терапевтичний патруль» «Therapy Patrol»          | Роб Гарді               | Ніл Рейнольдс                                         | 29 березня 2019 |
| 8 | 8              | «Патруль Денні» «Danny Patrol»                    | Дермотт Давнс           | Том Фаррел                                            | 5 квітня 2019   |
| 9 | 9              | «Патруль Джейн» «Jane Patrol»                     | Гаррі Джирджіан         | Маркус Далзін                                         | 12 квітня 2019  |
| 10 | 10             | «Волосяний патруль» «Hair Patrol»                 | Саллі Річардсон-Вітфілд | Ерік Дітел                                            | 19 квітня 2019  |
| 11 | 11             | «Крокодилячий патруль» «Frances Patrol»           | Вейн Їп                 | Ейпріл Фітцсіммонс                                    | 26 квітня 2019  |
| 12 | 12             | «Кібернетичний патруль» «Cyborg Patrol»           | Керол Бенкер            | Роберт Беренс і Шошана Сачі                           | 3 травня 2019   |
| 13 | 13             | «Мускульний патруль» «Flex Patrol»                | Ті Джей Скотт           | Том Фаррел і Тамара Бечер-Вілкінсон                   | 10 травня 2019  |
| 14 | 14             | «Передостанній патруль» «Penultimate Patrol»      | Ребекка Ррдріґес        | Кріс Дінґес                                           | 17 травня 2019  |
| 15 | 15             | «Тарганячий патруль» «Ezekiel Patrol»             | Дермотт Давнс           | Тамара Бечер-Вілкінсон, Джеремі Карвер та Шошана Сачі | 24 травня 2019  |

## Другий сезон (2020)
| Номер взагалі | Номер у сезоні | Назва                                 | Режисер         | Сценарист                           | Дата показу    |
| ------------- | -------------- | ------------------------------------- | --------------- | ----------------------------------- | -------------- |
| 16            | 1              | «Крихітний патруль» «Fun Size Patrol» | Крістофер Менлі | Джеремі Карвер і Шошана Сачі        | 25 червня 2020 |
| 17            | 2              | «Чаасовий патруль» «Tyme Patrol»      | Гаррі Джирджіан | Ейпріл Фітцсіммонс та Ніл Рейнольдс | 25 червня 2020 |
| 18            | 3              | «Болісний патруль» «Pain Patrol»      | Саміра Радсі    | Том Фаррел і Тамара Бечер-Вілкінсон | 25 червня 2020 |
| 19            | 4              | «Сексуальний патруль» «Sex Patrol»    | Омар Мадга      | Ерік Дітел і Таня Стіл              | 2 липня 2020   |
| 20            | 5              | «Пальчиковий патруль» «Finger Patrol» | Ґлен Вінтер     | Кріс Дінґес і Шошана Сачі           | 9 липня 2020   |
| 21            | 6              | «Космічний патруль» «Space Patrol»    | Крістін Вінделл | Ніл Рейнольдс                       | 16 липня 2020  |
| 22            | 7              | «Тупий патруль» «Dumb Patrol»         | Джесіка Лаврі   | Тамара Бечер-Вілкінсон й Ерік Дітел | 23 липня 2020  |
| 23            | 8              | «Батьківський патруль» «Dad Patrol»   | Аманда Роу      | Том Фаррел та Ейпріл Фітцсіммонс    | 30 липня 2020  |
| 24            | 9              | «Восковий патруль» «Wax Patrol»       | Крістофер Менлі | Кріс Дінґес і Таня Стіл             | 6 серпня 2020  |

## Третій сезон (2021)
| Номер взагалі | Номер у сезоні | Назва | Режисер | Сценарист                                         | Дата показу     |
| ------------- | -------------- | ----- | ------- | ------------------------------------------------- | --------------- |
| 25            | 1              | «TBA» | TBA     | Тамара Бечер-Вілкінсон, Ерік Дітел та Шошана Сачі | 23 вересня 2021 |
| 26            | 2              | «TBA» | TBA     | Том Фаррел                                        | 23 вересня 2021 |
| 27            | 3              | «TBA» | TBA     | Джеремі Карвер і Стів Йокей                       | 23 вересня 2021 |